# جانسون (بازیکن فوتبال)
جانسون (انگلیسی: Johnson) بازیکن فوتبال اهل ایالات متحده آمریکا است. وی در بازی‌های المپیک تابستانی ۱۹۰۴ به مدال نقره دست پیدا کرده‌است.